# 李垠
李 垠（り ぎん、イ・ウン、朝鮮語: 이은、1897年〈光武元年〉10月20日 - 1970年5月1日）は、大韓帝国最後の皇太子で、字は光天、韓国併合後の大日本帝国では王世子として王族に列し、1926年には王位を継ぎ「昌徳宮李王垠」と称された。皇太子時代の称号は英親王。王族時代の敬称は「殿下」。諡号は文仁武莊至孝明暉懿愍皇太子。

## 生涯

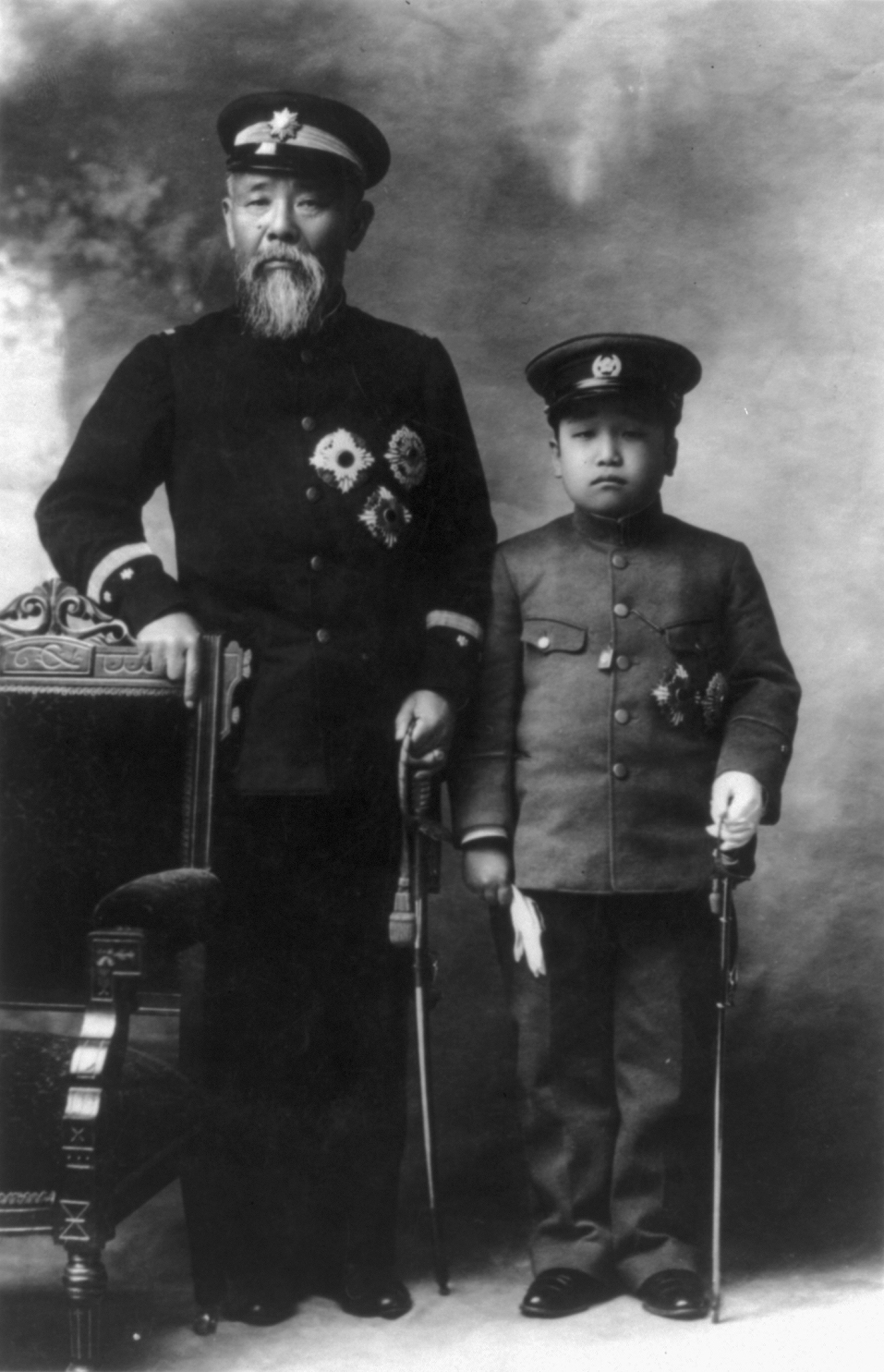
伊藤博文と李垠（1907年頃）

### 生い立ち
李氏朝鮮（朝鮮国）が大韓帝国と改称した1897年（光武元年/明治20年）に初代大韓帝国皇帝（李氏朝鮮第26代国王）高宗の七男として生まれる。母は純献皇貴妃嚴氏。1907年（隆熙元年/明治40年）8月27日、異母兄の李坧（純宗）が即位したのちの9月7日、皇太子に冊立された。純宗には子はなく、また毒茶事件でアヘン入りのコーヒーを飲んでいたことで心身ともに虚弱となり、子供を設けられない体となっていた。李垠には20歳も年長である兄・義王李堈がいたが、品行に問題があったために皇位継承者から外されていた。
11月19日、皇帝純宗は韓国統監伊藤博文の進言に基づき、東京留学を命じられ、伊藤が太子大師に任ぜられた。これはしばしば併合を前提とした「人質」として論じられることが多い。ただし朝鮮総督府や王公族審議会等で重職についた倉富勇三郎は、当時の伊藤の意図は、親日的な韓国の君主を育てるためであったとしている。李垠の世話係であった高義敬は、伊藤本人から聞いた次のような話を残している。伊藤が初めて李垠に謁見した際、李垠は臆することなく進み出て、力強い握手をした。その時伊藤は教育が良ければ必ず見るべき人になると感じたという。李垠を乗せた軍艦満州丸は12月5日に仁川を出港し、12月7日に下関に到着、15日に東京に入った。翌1908年（隆熙2年、明治41年）、学習院に入学。1909年（隆熙3年/明治42年）には東北や北海道を行啓し、熱狂的な歓迎を受けた。
1910年（隆熙4年/明治43年）に行われた日韓併合によって、高宗、純宗、純貞孝皇后とともに日本の皇族に準じる存在である王族となり、李王（純宗）の王世子となった。

### 王公族として
1911年（明治44年）9月に日本陸軍の陸軍中央幼年学校の第2学年時に編入（14期）する。小柄な体型のため器械体操を苦手としたが、音楽や武道を得意とし、同期生から敬愛を集めた。陸軍士官学校（29期）へ進み、この際には、品行で20点満点中19.7点の評価を受けるほど、模範的な学生だった。
1915年（大正4年）6月5日、士官学校卒業後に近衛歩兵第2連隊に士官として配属され陸軍将校となった。1916年（大正5年）8月に皇族の梨本宮守正王・伊都子妃の第1女子：方子女王と婚約する。この結婚は、方子女王の結婚先に皇族を望む、伊都子妃の強い要望によるもので、表向き「天皇の思し召し（命令）」により結婚することとされた。皇室典範第39条の増補を経て、皇族と王公族の婚姻が容認されると、1918年（大正7年）12月5日に結婚の勅許が下りた。しかし、1919年（大正8年）1月21日、挙式4日前に李太王（高宗）が薨去したため、結婚は延期された。
1920年（大正9年）4月28日、方子女王と結婚した。結婚式では、結婚が朝鮮独立の障害となると考えた朝鮮人学生による爆弾等的未遂事件が起きている（李王世子暗殺未遂事件）。主犯の徐相漢の供述では、標的は李垠夫妻ではなく、朝鮮総督となっていた斎藤実だったという。方子女王の側からは、厳密には非皇族への降嫁であるが、大正天皇の「御沙汰」により女王の身位を保持した。
妃である方子女王と、その実家である梨本宮家との関係は良好であった。また、朝鮮王室が保有する動産・不動産による財産は、一般の皇族を上回っており、李王夫妻は嫉妬と羨望を受けた。こうした背景から、垠は努めて模範的な陸軍軍人として振る舞おうとした。
夫妻の間には、結婚の翌年に第1男子の李晋が誕生した。しかし1922年（大正11年）4月、李王世子夫妻が生後8ヶ月の晋を連れて朝鮮を訪問した際、晋は急逝する。晋の急死には、当時より陰謀説がある（本人の項を参照）。翌年には陸軍大学を卒業した。1924年（大正13年）には参謀本部附となった。
1926年（大正15年）の李王坧の薨去に伴い王位を継承、「昌徳宮李王垠」と呼ばれることとされた。またこの後には朝鮮軍司令部附となっている。1927年（昭和2年）5月23日から翌1928年（昭和3年）4月10日にかけ、李垠夫妻はヨーロッパに外遊し、各国を歴訪した。この時、夫妻は「李伯爵」の仮名で旅行を行っていたが、各国元首と取り交わした文書ではプリンスを名乗っている。また陸軍少佐となり、近衛歩兵第3連隊大隊長を兼務、1930年（昭和5年）には教育総監部附となった。1931年（昭和6年）に第2男子の李玖が誕生した。
1938年（昭和13年）には陸軍少将となり、北支那方面軍司令部附として中国に赴任、各地の師団の視察を行った。翌1939年（昭和14年）8月に帰国し、近衛歩兵第2旅団長に転じた。翌1940年（昭和15年）5月には留守第4師団長となって大阪に赴任、またこの年には陸軍中将になっている。1941年（昭和16年）7月には第51師団長として再び中国に渡り、11月には教育総監部附となって帰国。1943年（昭和18年)には第1航空軍司令官となった。1945年（昭和20年）4月には、軍事参議官に補せられた。

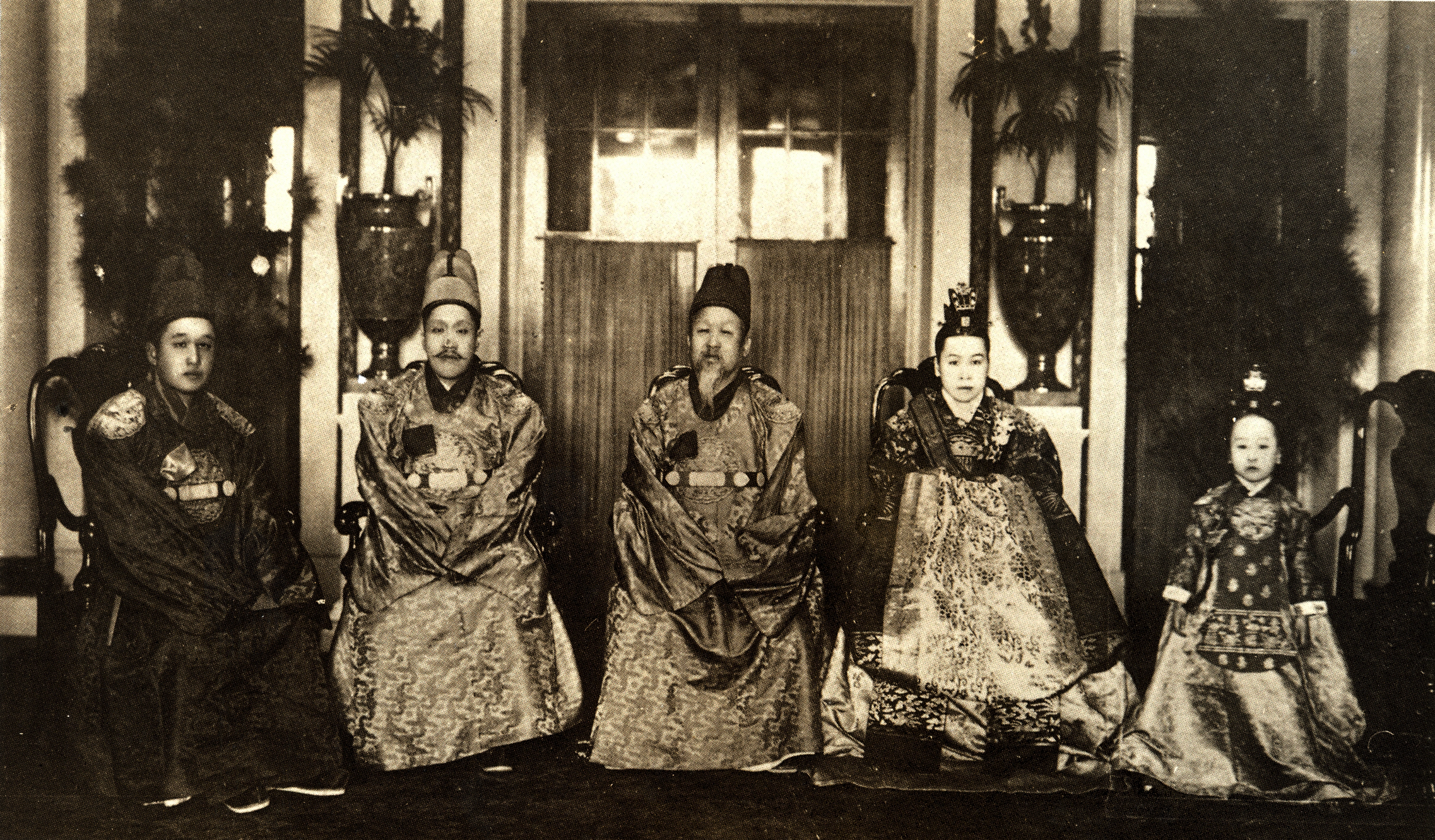
左から李垠、李王坧、李太王、純貞孝皇后（純宗の妃）、徳恵翁主（1918年、徳寿宮にて）
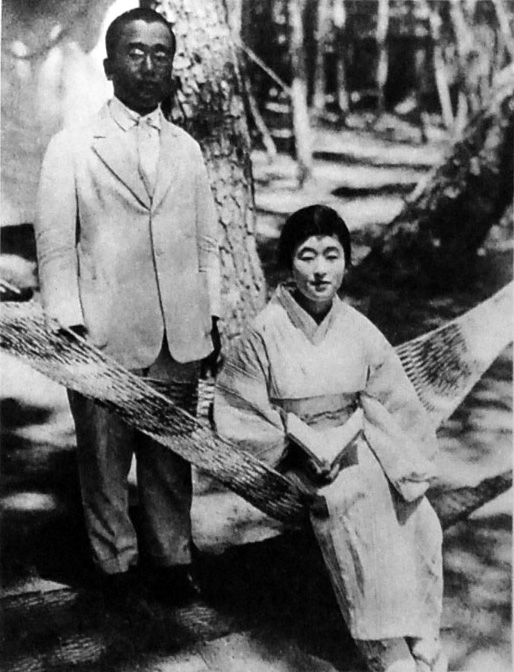
方子妃と共に（1924年）
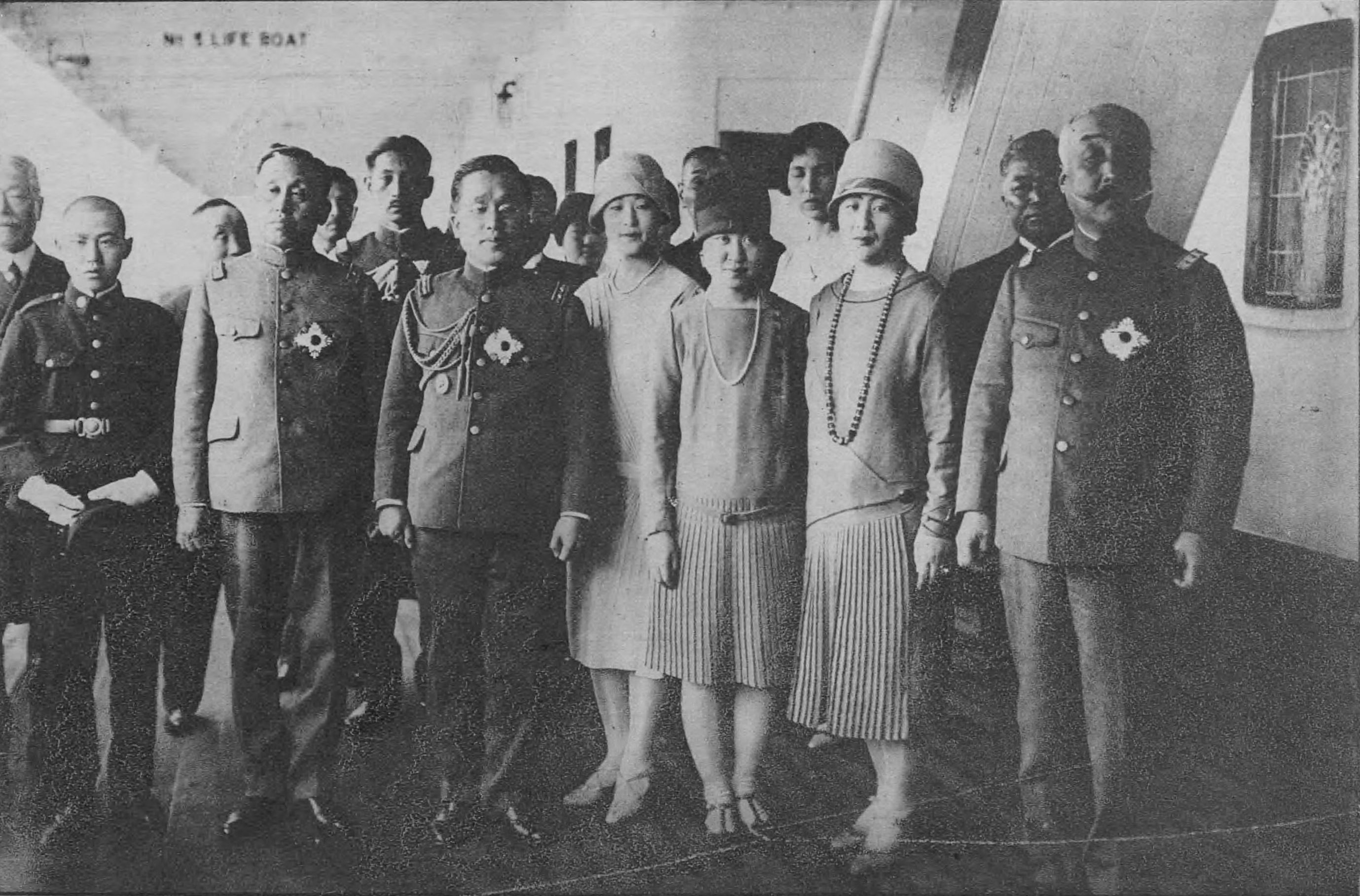
神戸港での李垠（1928年）
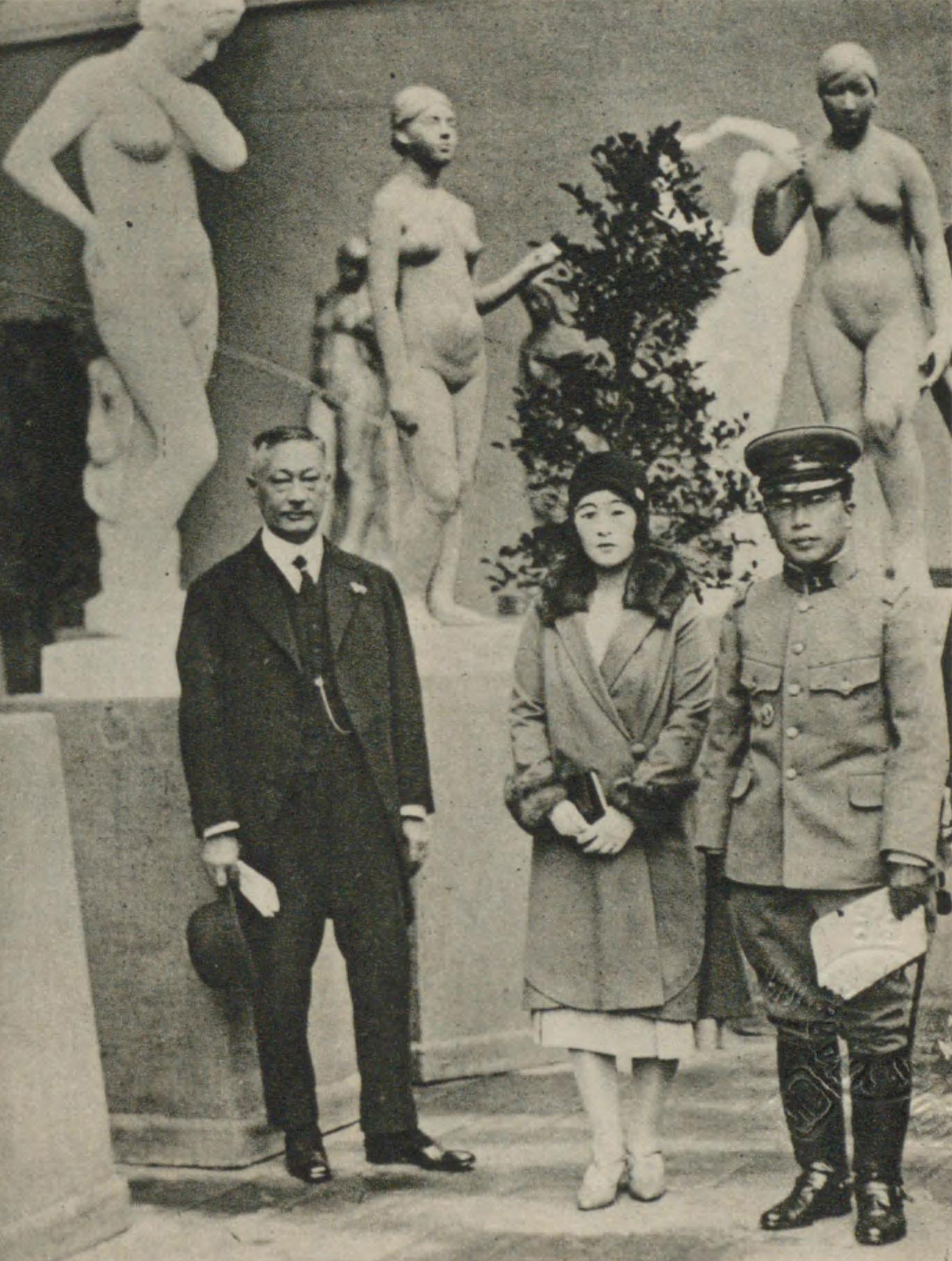
参謀旅行中の李垠と方子妃（1933年）
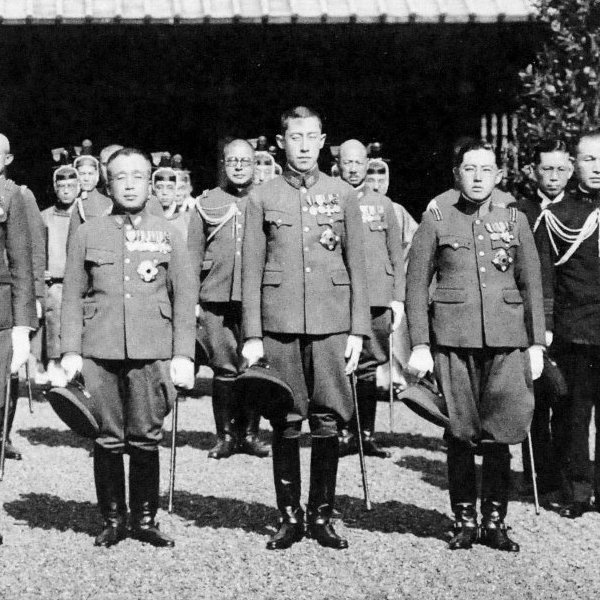
王公族軍人3名の靖国神社参拝（1938年）

### 大戦後
第二次世界大戦の日本の敗戦後、日本に在住している李垠は呆然として目立った動きを見せなかった。秘書趙重九の証言では、今後の展望を訪ねたときにも「いや、今、別に…」と要領を得ない返事をするばかりであったという。
一方、角田房子の「わが祖国ー禹博士の運命の種」には、陸士56期で陸軍大尉の李亨根は玉音放送を聞いた後、陸士時代から面識のある李王垠に身の処し方を指南してもらうべく李王家東京邸を訪問した時に「独立国となった朝鮮は、軍隊を持たねばならぬ。軍人の教育を受けた貴下は一刻も早く帰国し、祖国の再建に尽力してくれよ」と語ったという趙重九の証言とは正反対な意味合いの証言も残っている。
日本政府からの歳費は1945年度で打ち切られたため、李垠夫妻の生活は苦しいものとなった。建築業者梅田組の孫海圭からの支援でなんとか生活したものの、怪しげな儲け話に騙されて資金や美術品、熱海の別荘であった滄浪閣などの財産を失った。滄浪閣は伊藤公爵家から購入していたものであったが、幣原内閣の内閣書記官長楢橋渡の要請で譲渡したものであった。これは、度々李王家を訪れていた楢橋に心を許した李垠が、「私の地位はどうなりますか。どうかこれまで通りの待遇をしてもらえませんか」と楢橋に伝え、気を持たせる回答をした楢橋が新憲法の草案作業を滄浪閣で行うため、日本政府に譲渡してほしいと申し出たことによる。結局滄浪閣は日本政府の所有とはならず、楢橋が李王家に40万円を支払って購入した。
さらに財産税法によって課税された李王家は巨大な納税義務を背負うことになった。ちょうどその頃、創立準備中であった国際基督教大学から最大の財産であった紀尾井町の李王家邸を10万ドルで提供するよう打診があったが、李垠はこれを断っている。秘書の趙重九によれば、李垠にはホテル経営に参加して社交界に出入りする夢があったためであるとしている。その後李王家邸は参議院議長公舎として間貸しされ、夫妻は侍女の部屋で暮らすようになった。
1947年（昭和22年）5月3日、王族としての地位を喪失し、更に外国人扱いとなった。「正規陸軍将校」であったため公職追放となった。
1949年（昭和24年）9月8日の朝聯解散直後と推測される時期に「小説家張赫宙氏」は李王家東京邸を訪ね、「李王垠さまの口述を速記し、それを主軸として構成」し、面識がある趙重九から 権藤四郎介 「李王宮秘史」などを借りて執筆した「李王家悲史　秘苑の花」を世界社発行の雑誌「富士」昭和24年12月〜昭和25年2月号に連載した後、若干手直しして口絵も減らした上で、1950年（昭和25年）に同社で単行本化された。
1952年（昭和27年）4月28日のサンフランシスコ講和条約発効にともない、李垠・方子夫妻は正式に日本国籍を喪失したが、大韓民国政府は李垠ら日本在住の旧王公族の韓国籍を認めず、帰国もできなかった。これは王室の庶流であることを誇っていた李承晩大統領にとって嫡流である王公族が目障りであったことと、帝政復古を警戒していたためと見られている。息子の李玖がマサチューセッツ工科大学に留学したが、そのパスポートも大韓民国から正式に受けることはできなかった。
また李王家邸は大韓民国政府によって駐日大使館の候補地と定められ、李垠は議長公舎の契約を解除した。しかし韓国政府からの送金がなかったため、実業家堤康次郎に売却し、赤坂プリンスホテルとして利用された。売却した金は借金返済で殆ど消えてしまい、夫妻は田園調布に家を購入して移り住んだ。
1957年（昭和32年）、李玖の卒業式に出席するため、夫妻は渡米することになったが、大韓民国政府はやはりパスポートの発給を行わなかった。このため夫妻は大学からの招聘状に基づき、日本政府から特別な旅行証明書の発給を受けることとなっている。卒業式に出席した後、李垠夫妻と李玖は、元プロボクサーのジーン・タニーから借りた家で生活することになった。ベッドがなく、藁布団で寝るという生活であったが、親子水入らずのひとときであった。

### 大韓民国へ
1959年（昭和34年）3月、李垠が脳血栓で倒れ歩行困難となったため、夫妻は5月17日に日本へと戻る。1960年（昭和35年）、夫妻は再び渡米しようとするが、今度は日本政府からの証明書も降りなかった。このため夫妻は日本国籍を取得している。8月に帰国し、1961年（昭和36年）には、仕事のためにハワイを訪れていた李玖の元を訪ねている。11月12日には、渡米途中に日本に立ち寄った朴正煕国家再建最高会議議長が病床の李垠の元を訪れ、方子にいつ帰国しても構わないと伝えた。1962年（昭和37年）12月15日には夫婦ともに韓国籍になることを認めるとの通知を受けた。
1963年（昭和38年）からは韓国政府から生活費の送金が開始された。日韓国交正常化交渉が始まると、11月22日に夫婦ともに韓国へ渡った。病身であったため金浦国際空港からソウルの聖母病院へと直接運ばれたが、30kmに及ぶ沿道は歓迎の市民で埋め尽くされた。

### 死去
1970年（昭和45年）4月28日、結婚生活50周年の金婚式を病院で開くが、その3日後に病院で死去した。葬儀は5月9日に韓国皇太子の礼をもって行われ、日本からは昭和天皇の名代として高松宮宣仁親王・高松宮妃喜久子、方子の親族として秩父宮妃勢津子・広橋規子が参列した。1973年（昭和48年）5月には三年祭が執り行われた。李垠は皇帝となったことは無いが、朴正煕の許可を経て王家の宗廟である永寧殿に「懿愍太子」の諡号で位牌が納められた。

## 子女
方子妃との間に2男を儲けた。
- 李晋（1921年–1922年）
- 李玖（1931年–2005年）

## 年譜

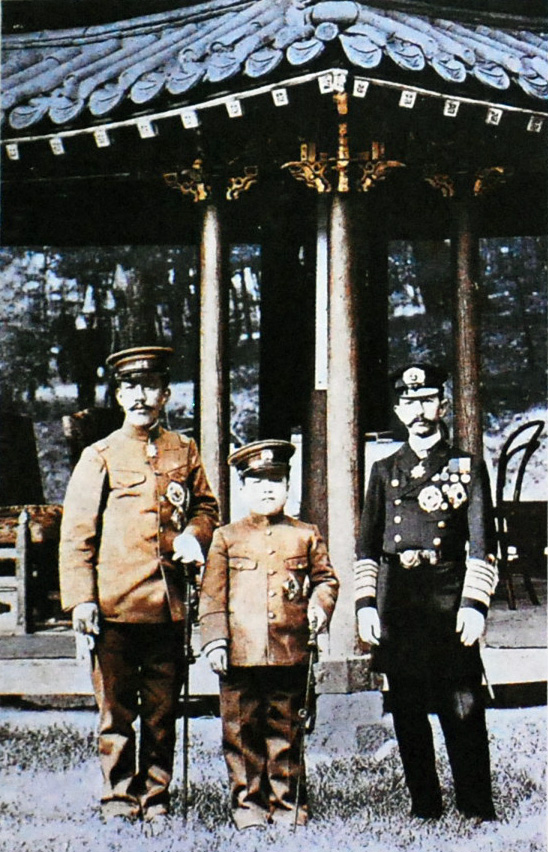
日本皇太子嘉仁親王（左：後の大正天皇）訪韓時、有栖川宮威仁親王（右）と共に（1907年）

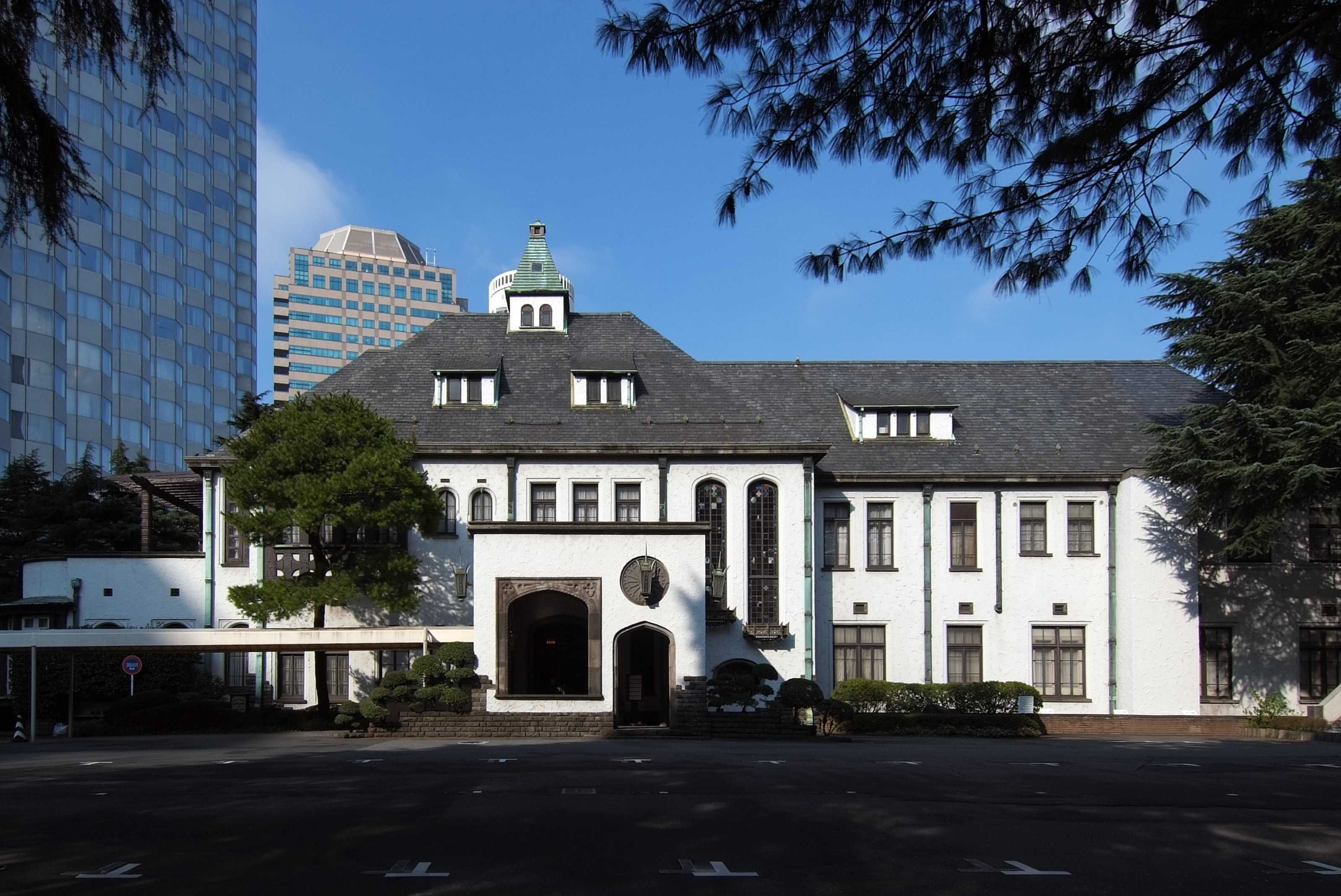
李王家邸（現在の赤坂プリンスクラシックハウス）

- 1897年（光武元年）10月20日 - 出生。
- 1900年（光武4年） - 英王に冊封される。
- 1907年（光武11年）7月20日 - 皇太子となる。
- 1907年（隆熙元年）12月 - 日本に留学し、伊藤博文らが扶育する。
- 1908年（隆熙2年）1月 - 学習院入学。
- 1910年（隆熙4年・明治43年） - 日韓併合によって大韓帝国が消滅したことに伴い、王世子となる。
- 1911年（明治44年）1月 - 学習院中等科第1学年入学[55]。
- 1911年（明治44年）9月 - 陸軍中央幼年学校予科第2学年編入[55]（14期）。
- 1913年（大正2年）9月 - 陸軍中央幼年学校本科入学。
- 1915年（大正4年）6月 - 士官候補生。近衛歩兵第2連隊附。
- 1917年（大正6年）
  - 5月25日 - 陸軍士官学校卒業（第29期）。
  - 12月25日 - 歩兵少尉に任官。
- 1920年（大正9年）4月 - 歩兵中尉に進級。
  - 4月28日 - （梨本宮家）方子女王と婚姻する。李王世子暗殺未遂事件。
- 1923年（大正12年）
  - 7月 - 歩兵大尉に進級。
  - 11月29日 - 陸軍大学校卒業（35期）。近衛歩兵第2連隊中隊長。
- 1924年（大正13年）12月 - 参謀本部附。
- 1926年（大正15年）
  - 4月 - 王を継承し、「昌徳宮李王垠」と称される。
  - 7月 - 参謀本部員兼朝鮮軍司令部附。
- 1927年（昭和2年）
  - 4月10日 - 前李王一年祭のために京城へ出発。
  - 5月 - ヨーロッパ出張（フランス、スイス、イギリス、ベルギー、オランダ、ドイツ、デンマーク、ノルウェー、スウェーデン、ポーランド、オーストリア、チェコスロバキア、イタリア、モナコ歴訪、1928年4月9日帰国）
- 1928年（昭和3年）8月 - 歩兵少佐に進級。近衛歩兵第2連隊大隊長。
- 1929年（昭和4年）8月 - 歩兵第1連隊附。
- 1930年（昭和5年）12月 - 教育総監部附。
- 1932年（昭和7年）8月 - 歩兵中佐に進級。
- 1933年（昭和8年）4月 - 教育総務課員。
- 1934年（昭和9年）4月 - 方子女王とともに京城訪問。朝鮮神宮で行われた郷軍全鮮大会に臨席。
- 1935年（昭和10年）1月 - 台湾訪問。
  - 8月1日 - 歩兵大佐に進級。宇都宮の歩兵第59連隊長。
- 1937年（昭和12年）
  - 4月18日 - 方子女王とともに朝鮮訪問（25日まで）。
  - 3月1日 - 陸軍士官学校教官。
  - 8月2日 - 陸軍予科士官学校教授部長
- 1938年（昭和13年）
  - 7月15日 - 陸軍少将に進級。
  - 12月15日 - 北支那方面軍司令部附。
- 1939年（昭和14年）1月〜 - 北支戦線の巡視。山西方面の太原、臨汾、運城と山東方面の済南、徐州、青島を視察。
  - 2月、京漢線沿線の石家荘、新郷を視察。
  - 3月、駐蒙軍方面の張家口、大同、包頭、厚和を視察。厚和では徳王に謁見。
  - 3月末、東京に出張。
  - 4月、天津、青島、新郷を視察。
  - 5月、関東軍関係の延吉、斉斉哈爾、阿城、南嶺、旅順、牡丹江の視察。2日には康徳帝に謁見。
  - 6月下旬〜7月上旬、北京経由で中支戦線の南京、漢口、蘇州、上海、呉淞、杭州を視察。
  - 7月2日・3日、青島へ出張。その後、熱河を視察。
  - 8月1日 - 近衛歩兵第2旅団長。
  - 10月 - 方子女王とともに朝鮮訪問。北支方面からの凱旋を宗廟に報告。
- 1940年（昭和15年）
  - 5月25日 - 留守第4師団長。
  - 12月2日 - 陸軍中将に進級。
- 1941年（昭和16年）
  - 7月1日 - 第51師団長。
  - 8月12日 - 満州国の錦州へ動員。
  - 10月、南支戦線へ派遣。
  - 11月20日 - 広東より帰還。
  - 11月16日 - 教育総監部附。
  - 12月5日 - 京城を訪問。
- 1942年（昭和17年）8月1日 - 第1航空軍附。
- 1943年（昭和18年）7月20日 - 第1航空軍司令官。
- 1945年（昭和20年）4月1日 - 軍事参議官。
- 1947年（昭和22年）
  - 5月3日 - 身位喪失。

- 1952年（昭和27年）
  - 4月28日 - サンフランシスコ講和条約発効にともなう民事局長通達により日本国籍を喪失（無国籍）。
- 1957年（昭和32年）
  - 5月18日 - 夫婦で渡米。
  - 6月7日 - 李玖のマサチューセッツ工科大学（MIT）卒業式に出席。
- 1959年（昭和34年）
  - 3月16日 - 脳梗塞で倒れる。
  - 5月17日 - 日本へ帰国。
- 1960年（昭和35年）
  - 6月6日 - 夫婦で渡米（ニューヨーク、8月6日帰国）。
- 1961年（昭和36年）
  - 3月26日 - 夫婦でハワイ訪問（5月7日帰国）。
  - 8月3日 - 築地の聖路加病院に入院。
- 1962年（昭和37年）
  - 12月15日 - 韓国政府より李垠夫妻に大韓民国国籍の回復が告示される。
- 1963年（昭和38年）
  - 5月末、容体の悪化により赤坂の山王病院に入院。
  - 11月22日 - 韓国へ帰国。
- 1970年（昭和45年）
  - 5月1日 - 死去、満73歳。

## 栄典

### 大韓帝国
- 1907年（隆熙元年）5月28日 - 大勲位李花大綬章[56]
- 李建志「李氏朝鮮最後の王　李垠」既刊分の各巻に掲載された「李垠　略年譜」[57]には大勲位金尺大綬章と大勲位瑞星大綬章を佩用した軍装姿の写真が掲載されている。純宗から授与された時期は不詳だが、韓国併合前の旧韓国軍の軍装で勲一等旭日桐花大綬章と共に佩用した旧韓国の勲章は大勲位金尺大綬章または大勲位李花大綬章[58]、韓国併合後の王世子・李王時代の帝国陸軍の軍装に大勲位菊花大綬章、勲一等旭日桐花大綬章、勲一等瑞宝章と共に佩用した勲章は旧韓国の最高位の勲章である大勲位金尺大綬章である[59][60]。

### 日本
- 1907年（明治40年）10月17日 - 勲一等旭日桐花大綬章[61]
- 1920年（大正9年）4月27日 - 大勲位菊花大綬章[62]
- 1930年（昭和5年）12月5日 - 帝都復興記念章[63]
- 1940年（昭和15年）8月15日 - 紀元二千六百年祝典記念章[64]
- 1942年（昭和17年）3月20日 -  功三級金鵄勲章[65]

### その他国外
国名等は受章当時。日付は、日本の官報で受章した（贈進された）日付、又は当該国官報等で授与された日付のうち、早い方。
- 1927年（昭和2年）9月2日 -  フランス共和国：レジオンドヌール勲章グランクロワ[66]
- 1927年（昭和2年）10月2日 -  イギリス : 大英帝国勲章グランド・クロス[67]
- 1927年（昭和2年）10月28日 -  ベルギー : レオポルド勲章（英語版）[68]
- 1927年（昭和2年）10月31日 -  オランダ : オランダ獅子勲章（英語版）大綬章[69]
- 1927年（昭和2年）11月17日 -  デンマーク : ダンネブロ勲章大綬章[70]
- 1927年（昭和2年）11月19日 -  ノルウェー : 聖オーラヴ勲章大綬章[71]
- 1927年（昭和2年）11月22日 -  スウェーデン : ヴァーサ勲章（英語版）大綬章・頸飾[72]
- 1927年（昭和2年）12月2日 -  ポーランド : ポーランド復興勲章大綬章[73]
- 1927年（昭和2年）12月17日 -  オーストリア : オーストリア共和国功績勲章（英語版）金光大綬章[74]
- 1927年（昭和2年）12月20日 -  チェコスロバキア : 白獅子勲章（英語版）大綬章[75]

## 逸話

### 人物像
- 極めて口数が少なく、息子の李玖ともほとんど会話しなかったという[32]。
- 趣味はランの栽培であり、海外の専門家とも文通していたという[76]。またカメラも趣味であり、長谷川伝次郎に師事した[76]。戦争が激化した際には奈良の仏像や寺院が戦災で焼失し記録も残らなくなることを恐れ、法隆寺と直接交渉して長谷川に写真を撮影させた[76]。その他にはゴルフやスキーも趣味としていた[77]。
- 「英親王李垠伝」には戦時中になると「趙重九男爵が時折伺候するほか、訪ねてくる朝鮮人といえば、李鍵公と李鍝公ぐらいなものであった」[78]とあるが、これは張赫宙の「秘苑の花」を参照したもののようだ[79][80]。陸士56期の李亨根は陸士在校中に李王家東京邸で陸士26期の李應俊と同席しており[81]、李亨根は「四二年日本陸士・野戦砲兵科卒」[82]なので昭和13年から17年までの間と推測される。李應俊と陸士の同期で王公族以外の朝鮮人では唯一の陸大出身者である洪思翊中将は「新年には必ず李王家に拝賀に行った」[83]。
- 戦後の一時期、フリーメーソンに加盟[84][85]し、昭和30年に鳩山一郎の「二階級特進」を報じた新聞には鳩山と一緒に映った写真が掲載された[86]。後に時期は不明だがカトリックに入信した為、韓国に帰国後はソウルの聖母病院に入院[87]、1970年（昭和45年）4月28日の金婚式には金寿煥枢機卿が記念のミサを挙行[88][89]し、3日後の5月1日に生涯を終えた。

### 二・二六事件
- 1936年（昭和11年）2月26日の二・二六事件当時、李垠は宇都宮歩兵第59連隊長だったが、2月28日には連隊の一部である混成大隊を直率して上京した。29日0時半に新宿駅に到着した後、九段のホテルを接収して本部を構え反乱軍を鎮圧すべく対峙した[90][91]。反乱部隊に投降を促す「今からでも遅くない」のラジオ放送を聞いたときには、「これを聞いて感じない者は日本人ではない」ともらしたという[92]。
- 一方、張赫宙の小説「李王家悲史　秘苑の花」には「決起青年将校に帰順を勧告するラジオを聞」きながら、「朝鮮は何う（雑誌「富士」昭和25年2月号には「どう」とルビあり）生きたらいいのだろう」と「包囲された謀反部隊を目の前にして、遠く朝鮮を想」ったとある[46][47]。

### 第1航空軍司令官
- 各地の航空隊を視察する時は必ず現地の神社を参拝した[91]。1944年（昭和19年）7月26日には副官や参謀を伴って空母鳳翔に乗艦し、海軍の攻撃七〇八飛行隊（一式陸上攻撃機装備）や攻撃四〇五飛行隊（銀河装備）とともに合同で夜間雷撃訓練を行なっていた麾下の陸軍飛行九八戦隊（四式重爆撃機装備）を視察した。この部隊は後に海軍の指揮下で台湾沖航空戦に参加した[93]。
- 部下には優しく、副官や参謀の意見にもよく耳を傾けた。自ら航空軍の歌を作り、司令部職員にも指導したという。酒にも強く、宴会にも必ず出席し、芸者の出る席を好んだという[32]。一方で李玖によれば、李垠はこの頃暗い顔で「陛下に申し訳がない。わが国の飛行機は、B-29が飛行する高さまで飛んで行って体当たりのできる飛行機も、人も、燃料もなくなってきた」と述懐していたという[32]。

## 系図
李垠の親類・近親・祖先の詳細

## 登場作品
- テレビドラマ『王朝の歳月（朝鮮語版）』（KBS、1990年8月、演：ソ・インソク）
- テレビドラマ『奇跡の夫婦愛スペシャル・第一夜・虹を架ける王妃』（フジテレビ、2006年11月24日放送、演：岡田准一（V6））
- 創作オペラ「ザ・ラストクイーン 朝鮮王朝最後の皇太子妃」（2015年　新国立劇場、2016年 文化庁芸術祭参加公演、2019年　大阪）
- 映画『ラスト・プリンセス 大韓帝国最後の皇女』（ロッテエンターテイメント、2016年、演：パク・スヨン（朝鮮語版））